# Magister equitum
De magister equitum (meester van de paarden, meester van de ruiterij) was zowel de secondant van een Romeins dictator als diens ritmeester. De andere titel van een dictator was magister populi (meester van het volk).
Het was een oud Romeins ambt dat nog dateerde uit de tijd van het Romeinse koninkrijk. Destijds vochten de Romeinen als hoplieten en moest de dictator volgens de wet te voet vechten met de mannen, terwijl de magister equitum leiding gaf aan de cavalerie. De magister equitum had een imperium pro praetore en zes lictoren als lijfwacht. Hij mocht net als de dictator op een sella curulis plaatsnemen in de curia.